# Martha Coffin Wright

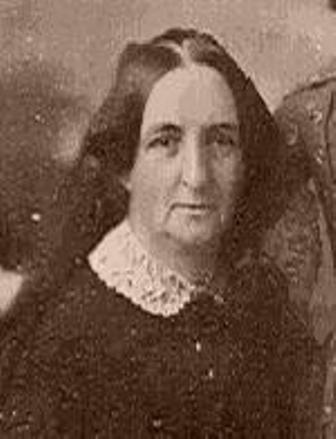
Martha Coffin Wright

Martha Coffin Wright (* 25. Dezember 1806; † 4. Januar 1875) war eine amerikanische Frauenrechtlerin, Abolitionistin und Unterzeichnerin der Declaration of Sentiments und eine enge Freundin und Unterstützerin von Harriet Tubman.
Martha Coffin wurde am Weihnachtstag 1806 in Boston, Massachusetts, als jüngstes Kind von Anna Folger und Thomas Coffin, einem Kaufmann und ehemaligen Schiffskapitän aus Nantucket, geboren. Martha war das jüngste von acht Kindern. Einige ihrer bekannten Geschwister waren Sarah, Lucretia, Eliza, Mary und Thomas. Alle ihre Geschwister wurden in Nantucket geboren. Als sie zwei Jahre alt war, zog die Familie nach Philadelphia, wo Martha an Quäkerschulen erzogen wurde. Ihr Vater starb 1815, im Alter von 48 Jahren, an Typhus. Martha wurde von ihren älteren Schwestern und ihrer Mutter beeinflusst. Marthas älteste Schwester Anna hatte einen großen Einfluss auf sie; sie war diejenige, die Martha 1821 auf das Westcott-Internat schickte. Dies war die gleiche Schule, die drei ihrer Geschwister 10 Jahre zuvor besucht hatten. Nachdem sie 15 Jahre in Philadelphia verbracht hatte, zog Martha im November 1827 nach Aurora, New York.